# Frane Bućan
Frane Bućan (Split, 25 augustus 1965) is een voormalig Kroatisch voetballer. Bućan was een middenvelder.
Hij speelde voor HNK Šibenik, Hajduk Split, KRC Genk, MVV, Vfl Reinbach en Bonner SC.